# Phytoscutus bakeri
Phytoscutus bakeri är en spindeldjursart som först beskrevs av Gupta 1980.  Phytoscutus bakeri ingår i släktet Phytoscutus och familjen Phytoseiidae. Inga underarter finns listade i Catalogue of Life.